# I trecento della Settima
I trecento della Settima è un film del 1943 diretto da Mario Baffico.
Pellicola bellica interpretata da soldati italiani appartenenti alla Divisione Alpina “Cuneense”, reduci dal fronte albanese della guerra italo - greca, ispirata ad un episodio realmente accaduto, fu girata nei mesi estivi del 1942, ma uscì sugli schermi nel maggio 1943.

## Trama
Durante l'inverno 1940 – 1941, dopo l'attacco dell'Italia fascista alla Grecia, le truppe italiane sono schierate sul fronte greco - albanese. In questo ambito la Settima compagnia di un reggimento di Alpini, composta da trecento soldati ed al comando di un capitano, viene inviata in prima linea a presidio di una valico montano che costituisce un caposaldo essenziale dello schieramento.  Durante la permanenza sulla linea del fronte si sviluppano le tante storie umane e personali dei vari ufficiali e soldati che fanno parte della compagnia.
Sottoposta a numerosi e violenti attacchi da parte delle truppe greche, l'unità riesce a resistere nonostante le gravi perdite e le difficoltà di rifornimento. Al momento di ottenere il cambio per poter tornare nelle retrovie, solo 19 dei trecento uomini che componevano l'unità sono riusciti a sopravvivere e saranno costoro a rendere gli onori militari al loro Capitano, perito anch'esso in combattimento.

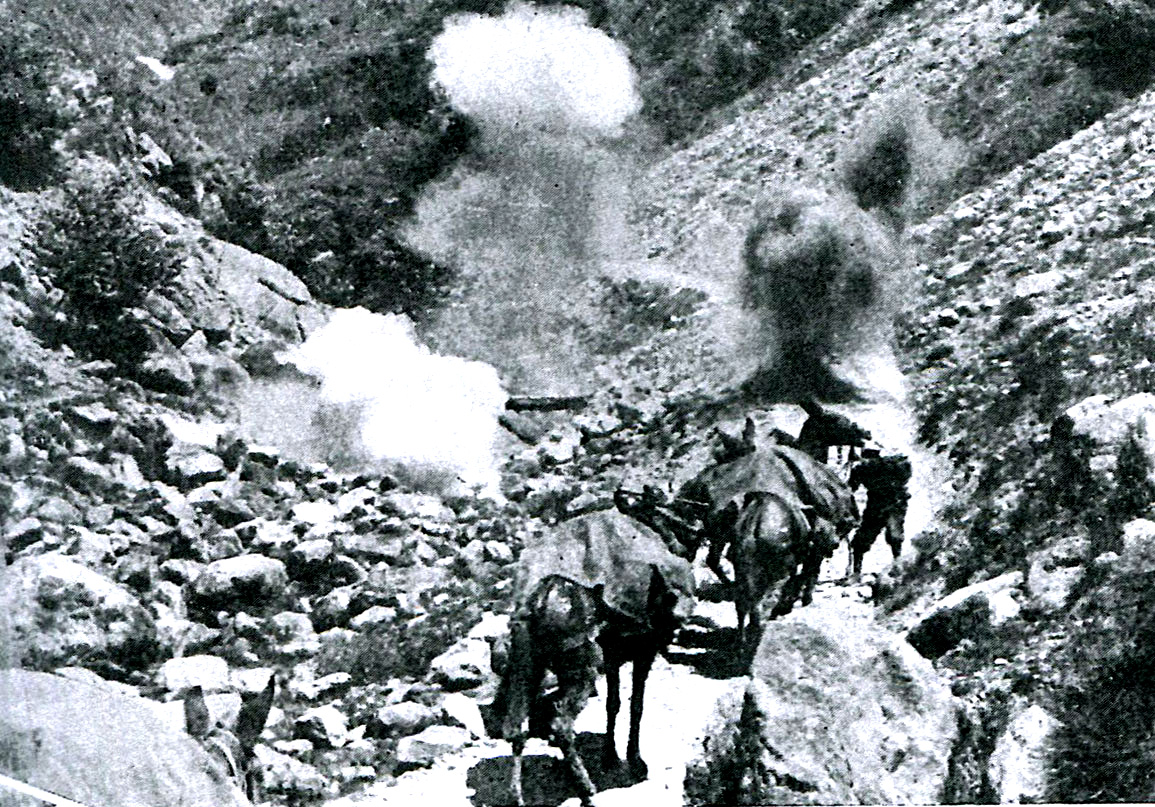
Alpini e muli sotto il bombardamento. Scena del film

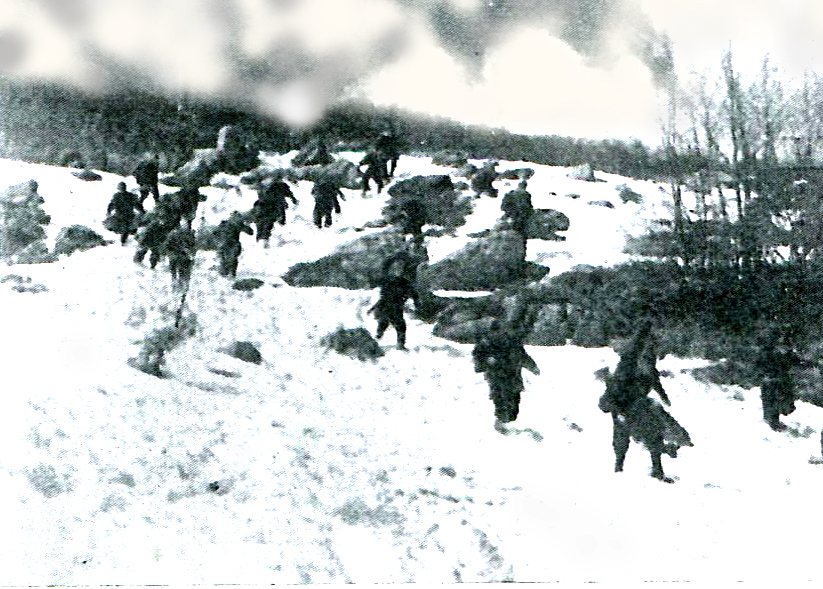
Assalto nella neve. Scena del film

## Produzione

### Soggetto e sceneggiatura
Nato nell'ambito del filone di pellicole propagandistiche realizzate nel periodo bellico, I trecento della Settima si proponeva di colmare un vuoto: l'assenza di film sulle gesta delle truppe alpine in un panorama che aveva invece visto numerose opere dedicate alla Marina (Uomini sul fondo ed Alfa Tau! di De Robertis), all'Aviazione (I 3 aquilotti di Mattoli e Gente dell'aria di Pratelli), alle truppe africane (Giarabub di Alessandrini e Bengasi di Genina], alla Sanità (La nave bianca di Rossellini) e financo ai cappellani militari (L'uomo dalla croce ancora di Rossellini) mentre una sola si era occupata delle truppe di montagna (Quelli della montagna di Vergano), peraltro disconosciuta dal mondo degli alpini.
Così, quando Baffico propose all'Istituto "Luce" un soggetto sulla Marina, gli fu osservato che sarebbe stato un doppione di quelli già esistenti ed il regista, studiando le possibili alternative, si indirizzò su tale tematica. «L'idea  - ha scritto Baffico - venne a me ed a Mario Corsi: in quel tempo tutti i giornali erano pieni di pagine intere sui resoconti di azioni eroiche degli alpini, che erano quindi all'ordine del giorno. Ci recammo da Fantechi, Presidente del "Luce", il quale, al termine del nostro colloquio, condivideva il nostro entusiasmo». Per dar corso all'idea Baffico e Corsi si recarono due volte in Albania sul fronte italo - greco dove raccolsero materiale, documentazione e testimonianze necessari per la sceneggiatura.

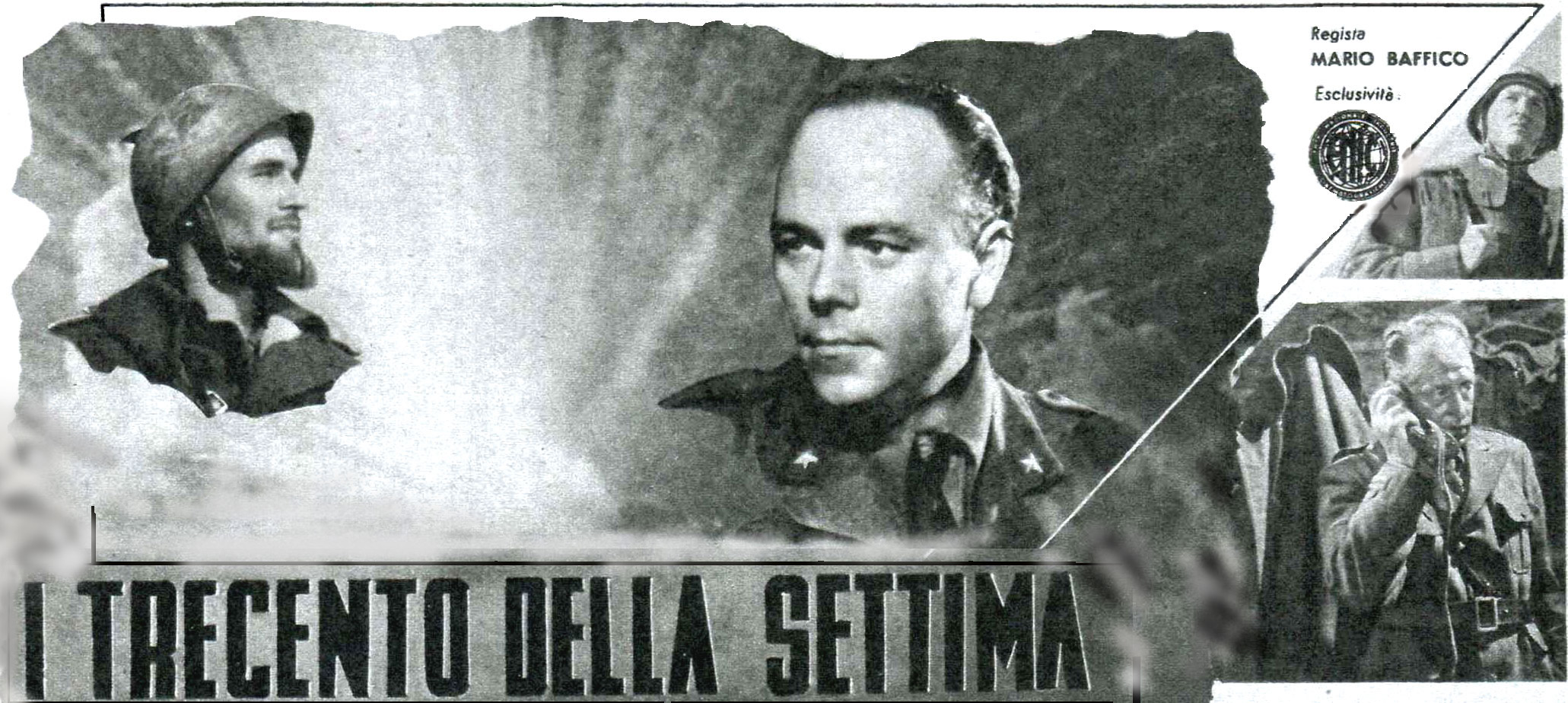
La promozione del film sui periodici del tempo

### Realizzazione
La scelta della produzione fu, anche per ragioni economiche, di non utilizzare attori professionisti. Per questo i protagonisti vennero individuati all'interno dei diversi reggimenti alpini, dove furono selezionati con una serie di provini i militari ritenuti più idonei ad affrontare la macchina da presa. Alla fine della selezione la produzione ed il regista si trovarono a disposizione l'equivalente di diverse unità più due batterie di artiglieria ed un aereo militare  La lavorazione, iniziata a Cinecittà nel maggio 1942, durò poi per tutti i mesi estivi e si svolse soprattutto in esterni, dapprima nella conca di Limone Piemonte e successivamente, quando si trattò di girare alcune scene su ambienti innevati, ai piedi del Monte Bianco. Con I trecento della Settima si concluse l'attività produttiva della "Nettunia" che aveva realizzato in precedenza soltanto due altri film e che per questa pellicola fu affiancata dall'Istituto "Luce", anche perché una parte del film è costituita da spezzoni di documentari girati dagli operatori del "Luce" sui fronti del conflitto.

### Cast
Come s'è detto, tutti coloro che presero parte alla realizzazione del film non erano, tranne uno, attori professionisti bensì veri alpini, di cui molti erano reduci da quello stesso fronte greco in cui era ambientata la vicenda. Dopo aver partecipato alle riprese del film, molti di questi militari, ufficiali e soldati, furono poi destinati ad integrare le file dell'ARMIR in Russia da dove, come ha ricordato qualche commentatore, molti di essi non tornarono.

## Accoglienza
Anche se la lavorazione era terminata alla fine dell'estate 1942, per passare ad ottobre alla fase di montaggio, il film non uscì sugli schermi che nel maggio dell'anno successivo, in un momento in cui le sorti della guerra erano per l'Italia ormai segnate (in quel mese si arresero le forze italo - tedesche in Africa Settentrionale e nell'inverno precedente c'era stata la catastrofe in Russia, oltre ai crescenti bombardamenti sulle città), causando quindi scarso richiamo per un film che descriveva la realtà bellica.

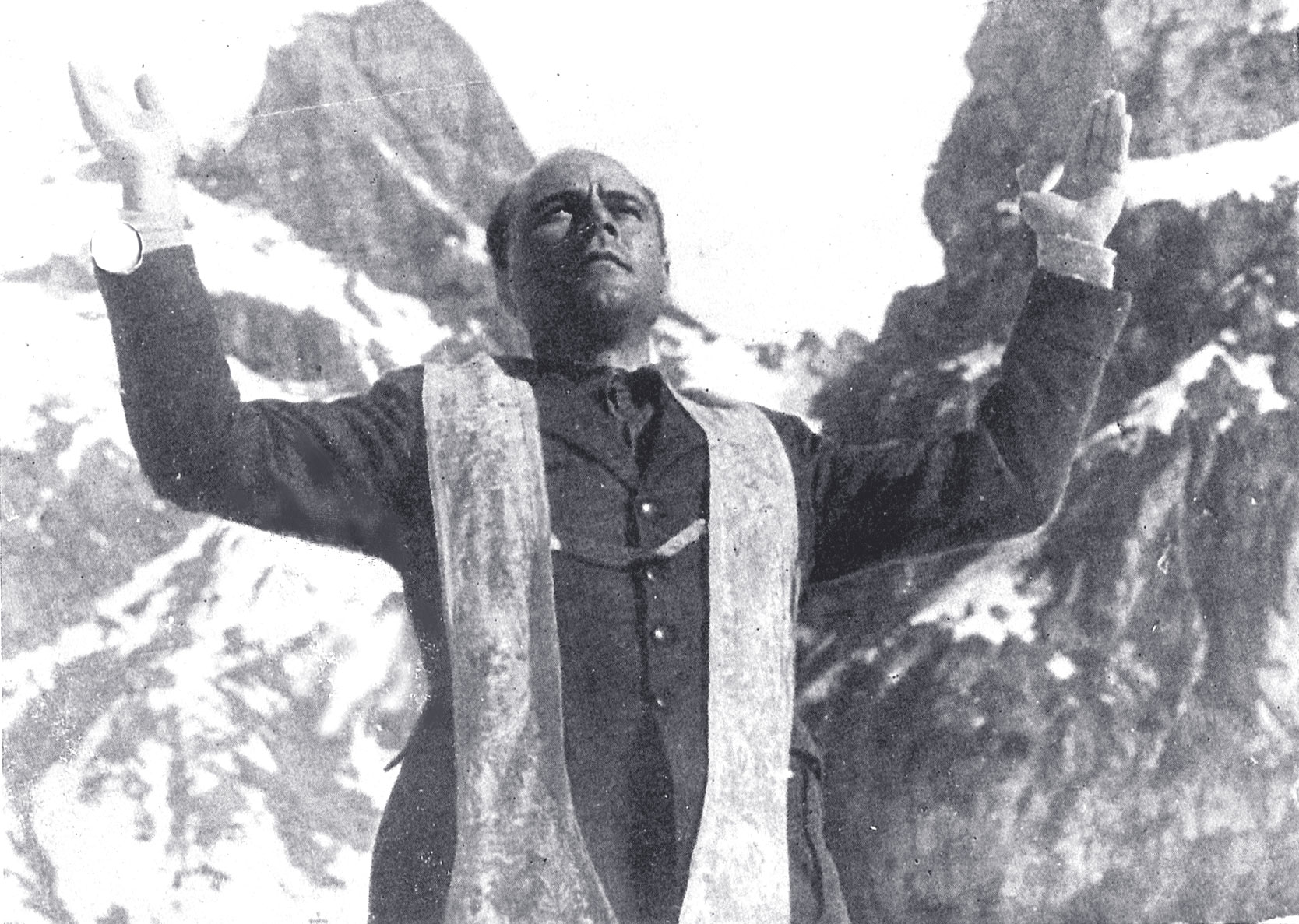
Amedeo Trilli, nel ruolo del cappellano degli alpini, fu l'unico attore professionista a partecipare al film

### Incassi
In base ai dati disponibili si desume che il film diretto da Baffico, uscito in un periodo certamente poco propizio per proporre temi legati alla guerra, ebbe un esito economico modesto, con un incasso di circa 860.000 lire dell'epoca, lontano dagli introiti di altre pellicole del tempo che, per quanto uscite negli stessi difficili mesi, registrarono introiti almeno superiori al milione.

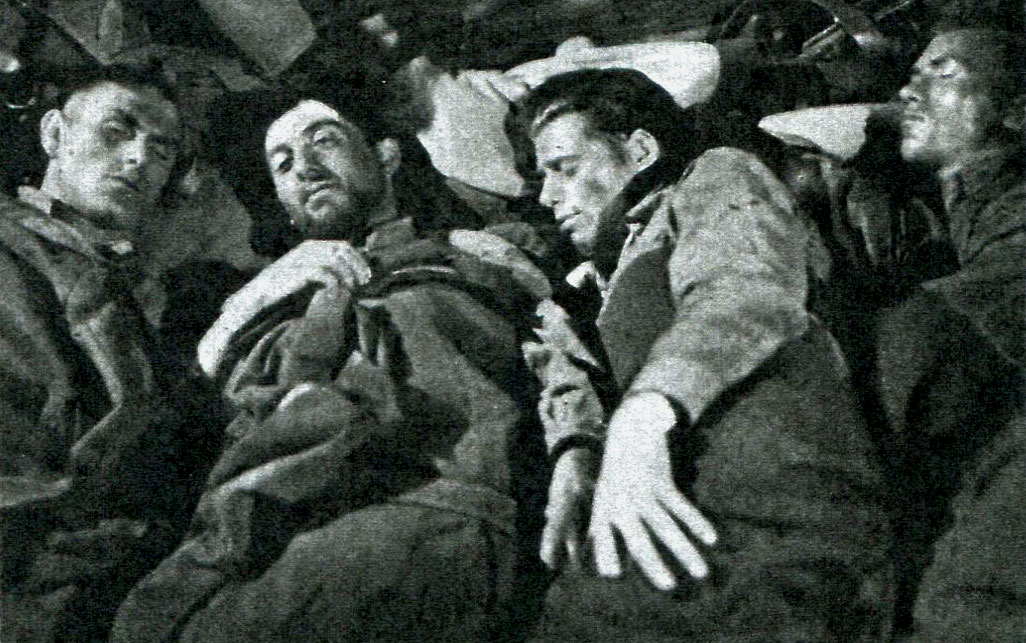
Il bivacco dei soldati. Foto di scena

### Critica
I commenti del tempo, pur non potendo sottrarsi all'esaltazione dell'eroismo militare descritto nella vicenda, non mancarono in qualche caso di avanzare riserve sul valore artistico del film ed anche un certo fastidio per il suo tono enfatico. «Il regista - scrisse infatti Film - si è fatto sfuggire tra le dita, come sabbia, gli elementi per un film di prim'ordine. Se si eccettuano alcuni tratti anche nobilmente simbolici e poeticamente significativi, il resto è cronaca spicciola con le solite infrastrutture retoriche senza le quali, sembra, non si possa concepire un film di guerra». Ancora più duro fu il commento di Cinema secondo cui «Baffico ci sembra si sia posto di fronte a questi alpini in modo indifferente e distratto. La guerra, gli uomini, la morte, nella suggestività dell'opera calcolata da un mestiere intelligente, nell'atmosfera calda dell'arte: tutto materiale inutile, di scarto, tutte possibilità da non prendersi in seria considerazione, evidentemente».

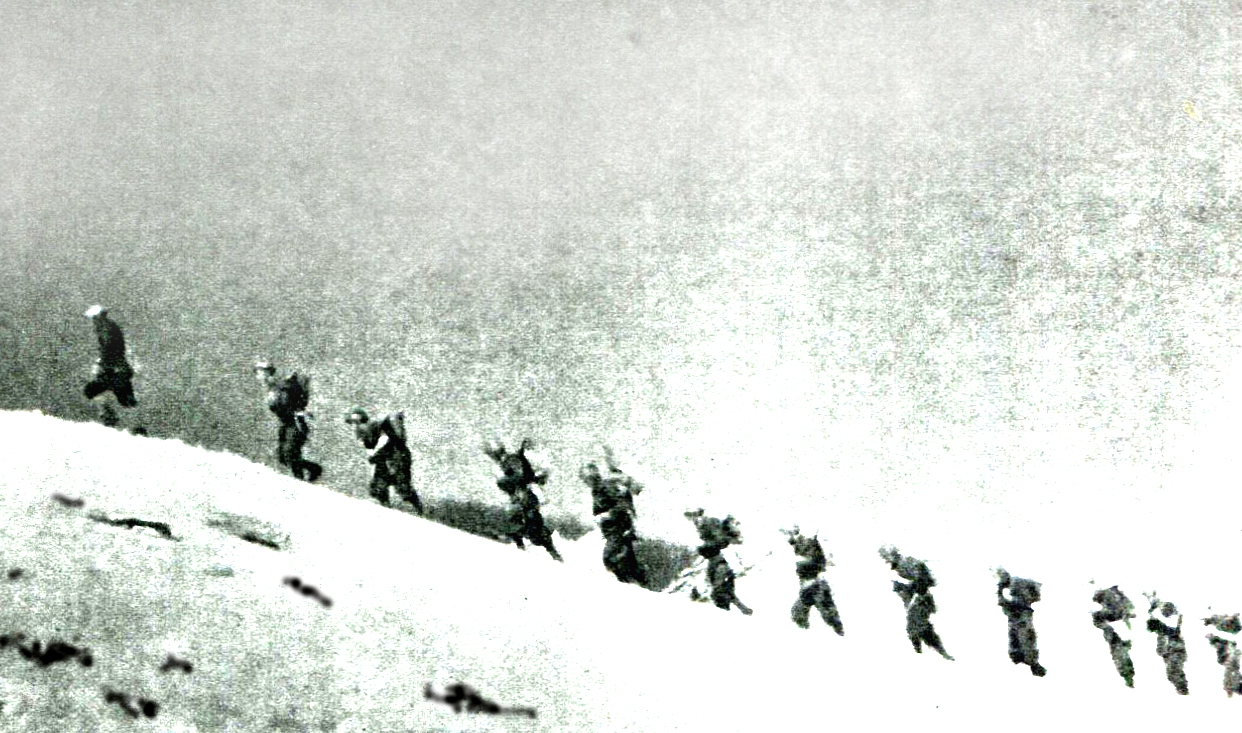
Difficile marcia sulla neve. Foto di scena

Mentre su alcuni quotidiani prevalsero i toni di esaltazione (secondo il Corriere della sera, ne I trecento della Settima «si esprime lo spirito delle truppe alpine con bellissima evidenza, ricco di particolari quanto più commoventi, quanto più castigati») o di apprezzamento per l'adesione allo spirito di corpo («La regia di Baffico, alle prese con questi eccezionali interpreti, è sempre sobria, vigilata, consapevole, non teme talvolta di sfiorare l'apparente cronaca»), il settimanale L'Illustrazione italiana scelse una vena ironica nel descrivere brevemente «la quieta ed abituale solidarietà tra tutti quelli della Settima, muli compresi».

#### Commenti successivi
Alla prova del tempo, il giudizio su I trecento della Settima è stato associato a quello sui (peraltro pochi) film di propaganda prodotti durante i tre anni che portarono alla sconfitta italiana. «Nei film del 1943 - ha scritto Cavallo -  aleggiava la sensazione di una perdita irrimediabile. Appariva sempre più evidente come quelle stesse situazioni di manifesta inferiorità dei nostri soldati che nei film servivano a dimostrarne il coraggio, in realtà non costituivano il passaggio verso la vittoria, ma precludevano alla sconfitta».
Nonostante il Regime chiedesse di realizzare un "cinema di guerra" (nel 1941 era stato anche costituito un apposito Comitato, presieduto dal Ministro Pavolini) la cinematografia dell'epoca mirò più a far dimenticare la guerra che ad esaltarla. Un accento che si ritrovò anche nei film di più aperto scopo propagandistico nei quali «i registi fanno sparire qualsiasi alone di gloriosa avventura e la sostituiscono con la rappresentazione dei gesti quotidiani e la valorizzazione dell'aspetto umano rispetto alle armi ed ai mezzi. Nel caso de I trecento della Settima l'impressione di realtà ottenuta all'inizio è mantenuta con coerenza e senza concessioni alla propaganda più trionfalistica».